# Montagne della Bolivia
Le montagne della Bolivia si trovano nella parte occidentale del paese e comprendono numerose cime superiori ai 6.000 m sul livello del mare.
L'altopiano andino (chiamato Altiplano), con un'altitudine compresa tra i 3.500 m ed i 4.000 m è delimitato da due imponenti catene montuose: la Cordillera Occidental e la Cordillera Oriental (comprendente anche la Cordillera Real).

## Altiplano

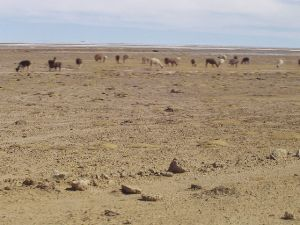
Lama al pascolo nell'arido altiplano

L'altopiano andino boliviano è costituito dal plateau tra le due cordigliere e comprende i 4 maggiori bacini originati dalle montagne della parte della Cordillera Occidental prossima a quella Oriental. La parte orientale è caratterizzata da un'area piana utilizzata da secoli come corridoio principale per attraversare la Bolivia.
All'interno dell'altipiano si trova il Lago Titicaca (8.562 km²) diviso tra Perù e Bolivia. La parte boliviana occupa circa 3.770 km² dell'intero lago.
L'intero altiplano era originariamente una profonda fenditura tra le due cordigliere, riempita ed appianata da sedimenti altamente porosi provenienti dalle cime. Quest'origine sedimentaria spiega la sua graduale pendenza da nord a sud: le maggiori precipitazioni del nord hanno portato maggiori sedimenti sul suolo.

## Cordillera Occidental

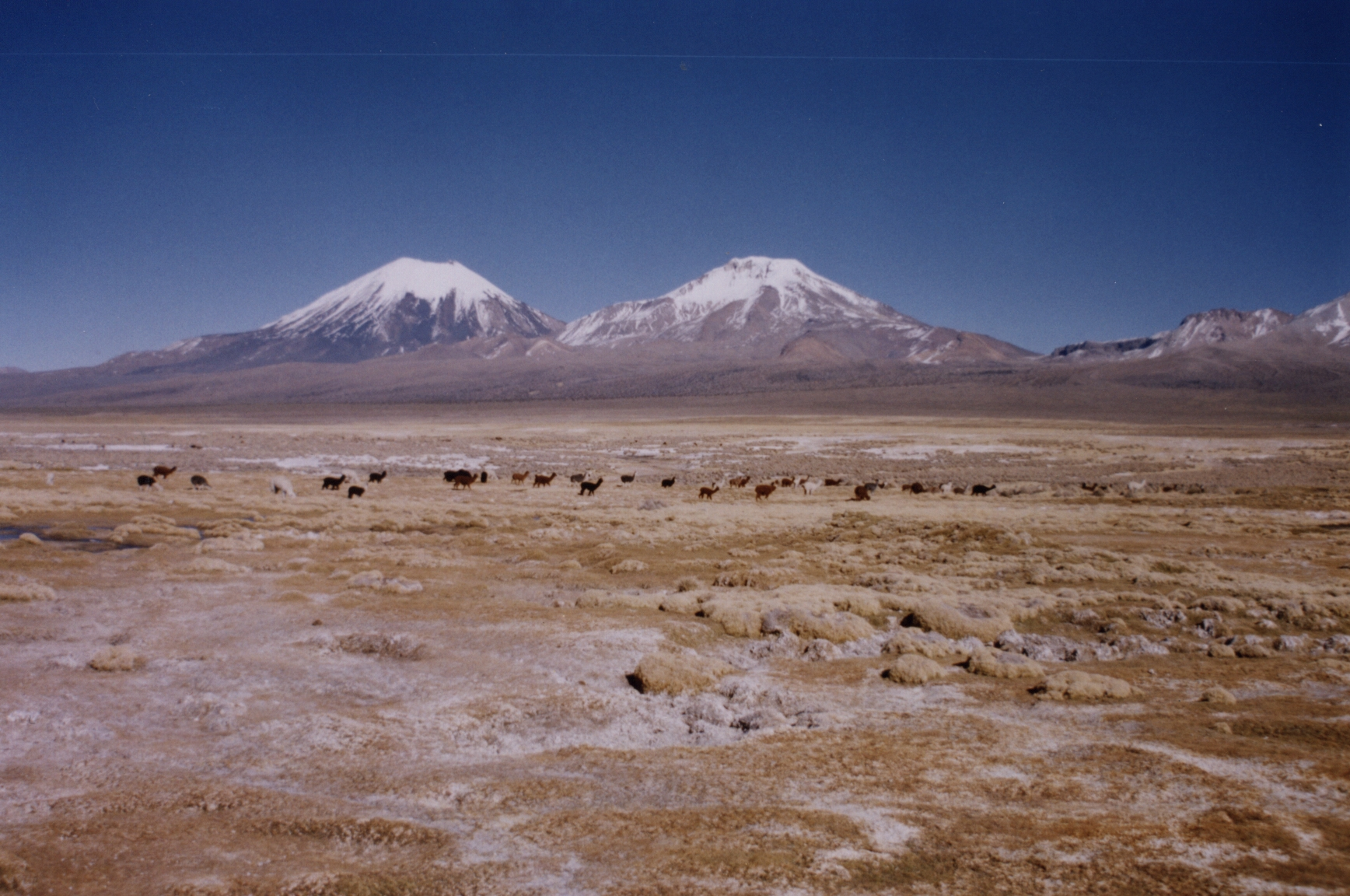
Sajama, la montagna più alta della Bolivia (6.542 m)

È una catena costituita prevalentemente da vulcani spenti e da solfatare. Comprende la cima più alta della Bolivia, il vulcano Sajama (6.542 m). L'intera cordillera è di origine vulcanica e costituisce un'estensione della regione vulcanica del sud del Perù.
La parte settentrionale della catena è più elevata (supera i 4.000 metri) e le precipitazioni sono relativamente abbondanti. La parte sud presenta un'altitudine minore, sebbene siano presenti comunque alte montagne (ad es. l'Ollagüe, 5.865 m), e le precipitazioni sono praticamente assenti.

## Cordillera Oriental

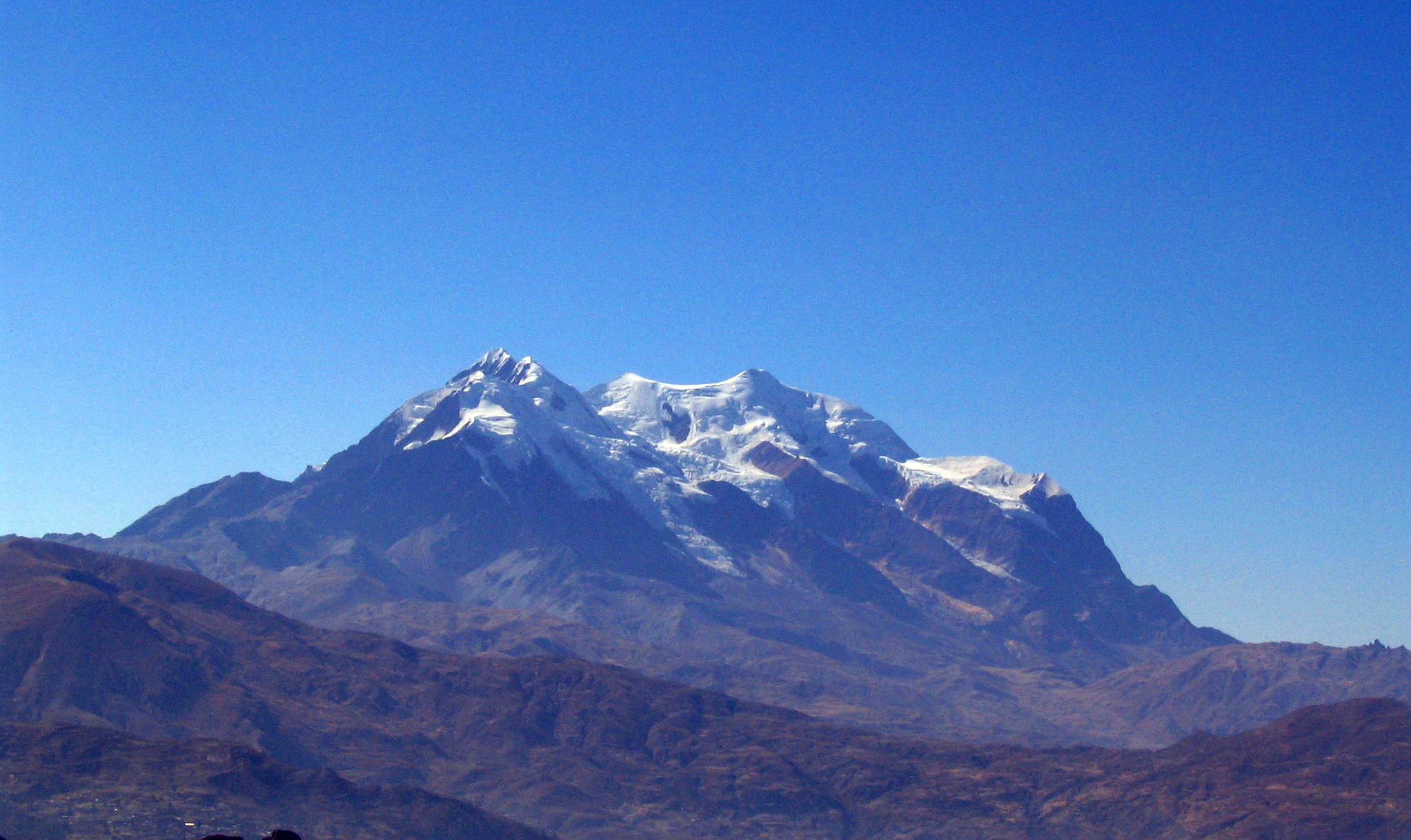
Illimani (6.402 m)

È la cordigliera geologicamente più vecchia. Si estende dalla parte nord del Lago Titicaca, in direzione sud-est fino al 18º parallelo sud fino a scendere verso sud fino al confine argentino.
La parte più settentrionale della cordigliera, chiamata Cordillera Real è costituita da numerose montagne di granito con la cima innevata. Molte di esse superano i 6.000 metri e due di queste, l'Illampu (6.421 m) e l'Illimani (6.402 m) hanno imponenti ghiacciai.
La parte della cordigliera a sud del 17º parallelo, fino ad arrivare al confine argentino, è chiamata Cordillera Central. È costituita, nella parte orientale, da blocchi di crosta terrestre sollevatasi e rovesciatasi, nella parte occidentale da una serie di dirupi. La spina dorsale della cordigliera centrale è una sorta di piano increspato, con un'altitudine dai 4.200 ai 4.400 metri, spezzato da alte vette.